# Józef Gilewski
Józef Gilewski (ur. 21 marca 1971 w Zbrosławicach) – polski bokser, olimpijczyk.

## Sukcesy
- trzykrotny indywidualny mistrz Polski: w wadze lekkośredniej (1994, 1995) i średniej (1997)
- drużynowy mistrz Polski z Concordią (1996)
- drużynowy mistrz Polski z Energetykiem (2000)
- zwycięzca Turnieju Feliksa Stamma (1994)
- zwycięzca zawodów o Złoty Pas Polusa (1988) w wadze lekkośredniej
- Uczestnik igrzysk olimpijskich w Atlancie

W czasie swojej kariery zawodniczej reprezentował kluby: Concordii Knurów, Energetyk Jaworzno (liga polska), Halle, TSC Berlin (liga niemiecka).
Po zakończeniu kariery pracował m.in. jako ochroniarz oraz górnik.